# Moorfields
Moorfields era uno degli ultimi spazi verdi della City of London, vicino Moorgate. Il terreno era suddiviso in tre aree: Moorfields vero e proprio, e Middle e Upper Moorfields a nord.
Dopo il grande incendio di Londra del 1666, i senzatetto si rifugiarono a Moorfields accampandovisi temporaneamente. Re Carlo II d'Inghilterra incoraggiò i senzatetto a lasciare Londra ma non è noto quante persone vi si siano spostate. Nei primi anni del XVIII secolo Moorfields era un sito in cui si svolgeva un piccolo mercato all'aperto. Le case di Moorfields e site nei dintorni erano povere e la zona aveva la reputazione di attrarre banditi e bordelli. James Dalton e Jack Sheppard si rifugiarono entrambi a Moorfields per sfuggire alla legge. La maggior parte di Moorfields iniziò a svilupparsi nel 1777, quando venne sviluppata Finsbury Square.
Moorfields fu il luogo in cui atterrò la prima mongolfiera, proveniente dalla Francia, con a bordo l'Italiano Vincenzo Lunardi, il 15 settembre 1784.
Oggi il nome viene ricordato da St Mary Moorfields, dalla breve via parallela a Moorgate, da Moorfields Highwalk, una delle strade pedonali sopraelevate del Barbican Estate.